# Walib Bara
Pour les articles homonymes, voir Bara.
Wahabou Bara plus connu sous le nom Walib Bara, né le 16 novembre 1975, est un administrateur culturel, auteur et producteur burkinabè. Il est directeur général du Bureau Burkinabè du Droit d'Auteur (BBDA) de 2016 à 2021.

## Biographie

### Enfance et études
Walib Bara fait ses études à l'Université de Ouagadougou d'où il sort avec une licence en Sociologie et une Maîtrise en Arts, Gestion et Administration culturelle (AGAC). Il a été le manager d'artistes comme Smokey, Sissao, Bonsa, le groupe Yeleen. Il produit l'album Dar Est Salam de Yeleen en 2007 et l'artiste Sissao.
En 2010, Walib Bara crée l'Agence Vision Parfaite qu'il dirige jusqu'à sa nomination au conseil des ministres du 29 juin 2016 comme directeur du BBDA.
En 2014, il a publié son premier livre sur le management de la musique au Burkina Faso.

### Directeur général du BBDA
Dès son arrivée à la tête du BBDA en 2016, Walib Bara engage d'importantes réformes pour la revitalisation de la structure. Le premier étant le fonds d'Aide aux Membres Anciens (AMA) et l'Assemblée générale des Sociétaires du BBDA en novembre 2016. En septembre 2018, la direction du BBDA annonce la naissance et la mise en place d'une commission technique d'identification des œuvres littéraires et artistiques (CTIOLA).
Du 4 au 8 février 2019, Walib Bara a participé à l’Académie de l'Organisation Mondiale de la Propriété Intellectuelle (OMPI), qui a organisé une formation à destination des professionnels des offices et sociétés de droit d'auteur. C'est la première fois que cette formation est délocalisée sur le continent africain et au Burkina Faso qui totalise 34 ans de gestion collective des droits d'auteur à travers le BBDA.    
En 2020, Walib Barra est reconnu à l'échelle africaine pour son management et sa contribution au développement culturel à la tête du BBDA, par deux fois. Le prix PADEV (Prix Africain de Développement) délivré par les sociétés civiles de 12 pays africains l'a désigné comme meilleur manager africain du secteur de la culture, prix qui sera délivré à Kigali au Rwanda en juillet 2020. La seconde distinction  est également intitulé Prix Africain de Développement (PAD) et récompense en Côte d'Ivoire les meilleurs acteurs du développement en Afrique, au cours d'une cérémonie prestigieuse à Abidjan.         
Le 22 juillet 2021, il est remplacé à la tête de l'institution par Samuel Garané,.

## Littérature

### Management des artistes musiciens au Burkina Faso: Amateurisme, conflits d'intérêts et défis de professionnalisation
- 2014 : « Management des artistes musiciens au Burkina Faso : Amateurisme, conflits d'intérêts et défis de professionnalisation », Éditions le Gerstic, Collection "Management et Organisations"[13]

### Droit d'auteur: comment en tirer profit?
Ce second livre est sorti le 3 septembre 2019 en présence du ministre burkinabè de la culture Abdoul Karim Sango qui a présidé la séance  . En 3 parties, le livre traite de manière pédagogique la problématique des droits d'auteur de manière accessible pour  ce qu'il appelle les parties prenantes du droits d'auteur. 
Dans la première partie, le droit d'auteur dans le contexte burkinabè de la gestion collective par le BBDA est défini, les termes indispensables pour naviguer dans l'univers de la gestion des droits par les créateurs sont expliqués. L'auteur revient également sur les raisons et les difficultés qui ont prévalu à la création de structures de gestion collective.
Ensuite en seconde partie, est une compilation de témoignage des industries créatives du Burkina Faso, qui ont l'occasion de présenter leurs rapports au concept et leurs expériences respectives. Enfin dans la troisième partie, Walib Bara explique comment de manière concrète le droit d'auteur génère des revenus avec des exemples concrets en se basant sur ses expériences. Le livre se termine par des simulations chiffrés, des exemples de formulaires et des explications pratiques pour comprendre le fonctionnement de la gestion collective de droit d'auteur.

## Distinctions
- 2006 : Jeune de l'année, distinction du Journal Observateur Paalga[16]
- 2012 : 1er Prix aux Journées de entrepreneuriat Burkinabè Section Plan d'Affaire (JEB)[17]
- 2013 : Chevalier de l'Ordre du Mérite des Arts et de la Communication, avec agrafe musique et danse[16]
- Juillet 2020 : Prix africain

## Mention
- Developing Cultural Industries : Learning from the palimpsest practice, Chistiaan de Beulelaer[18]